# Роберт де Бомон, 1-й граф Лестер
Роберт де Бомон (фр. Robert de Beaumont; 1049 — 5 червня 1118) — англонормандський аристократ з роду де Бомон, один з найвпливовіших державних діячів Англії на рубежі XI—XII століття, граф Меланський (з 1081 р.) і 1-й граф Лестер (з 1107 р.).

## Біографія

Герб Роберта де Бомон, графа де Мелан

Роберт був старшим сином Роджера де Бомона, великого нормандського барона і соратника Вільгельма Завойовника під час його перебування герцогом Нормандії, і Аделіни, спадкоємиці Меланського графства в Іль-де-Франсі. У 1066 р. юний Роберт брав участь в нормандському завоюванні Англії і битві при Гастінгсі, під час якої командував загоном піхоти на правому фланзі нормандських військ. Після коронації Вільгельма Завойовника королем Англії Роберту де Бомону було подаровано безліч земельних володінь і манорів у різних частинах країни. Після смерті своєї матері в 1081 р. Роберт успадкував невелике Меланське графство на франко-нормандському кордоні, а також віконтство Іврі і сеньйорію Нортон. За ці володіння Роберт приніс оммаж королю Франції Філіпу I і, надалі, як французький пер, брав участь у засіданнях королівського суду (парламенту).
У 1094 р. помер батько Роберта, який залишив своєму синові великі землі в Нормандії: Румуа, Бріоні, Понт-Одемар, Ваттевіль і Бомон-ле-Роже. Таким чином Роберт перетворився на одного з найбагатших англонормандських аристократів, причому через географічне положення своїх земель він виявився васалом відразу трьох правителів: англійського короля Вільгельма II Руфуса, французького короля Філіпа I і нормандського герцога Роберта III Куртгьоза.

Володіння Роберта де Бомона у Франції
Домен короля Франції
Територія графства Мелан
Герцогство Нормандія Зеленим показані центри володінь Роберта де Бомона

Незважаючи на необхідність зберігати вірність трьом монархам, велику частину часу Роберт де Бомон проводив саме в Англії, де, завдяки своєму красномовству і державним талантам, посів одне з провідних місць при дворі короля. У 1100 р. Роберт брав участь у знаменитому королівському полюванні в Нью-Форесті, під час якого при загадкових обставинах був убитий Вільгельм II Руфус. При його наступнику, Генріху I, Роберт досяг вершини свого становища, ставши правою рукою короля і його головним радником. Бомон виступав за зміцнення королівської влади, в тому числі і в церковних питаннях, і активно підтримував рішучу позицію, зайняту Генріхом I в боротьбі за інвеституру. У 1105 р. він навіть був відлучений від церкви Папою Римським Пасхалієм II за виступи на захист королівських прерогатив при призначенні єпископів. Після примирення Генріха і архієпископа Ансельма відлучення було знято. Керівні ролі в королівській адміністрації Роберт де Бомон зберігав практично до самої своєї смерті, хоча до кінця 1110-х рр.. його став відтісняти Роджер, єпископ Солсберійський.
У 1106 р. Роберт де Бомон брав участь у нормандському поході короля і командував одним з англійських полків під час бою при Таншбре, в результаті якого Нормандія була завойована Генріхом I. Через рік король подарував Роберту титул графа Лестера. Помер Роберт де Бомон в 1118 р., за свідченням Генріха Хантінгдонського від горя і приниження, коли стало відомо, що його дружина Елізабет де Вермандуа зрадила йому з Вільгельмом де Варенном. Незабаром після смерті Роберта Елізабет та Вільгельм де Варенн поєдналися офіційним шлюбом.

## Шлюб і діти
- Дружина:  Елізабет де Вермандуа (бл. 1081—1131), дочка Гуго Великого, графа Вермандуа, сина французького короля Генріха I:
- Діти:

1. Емма де Бомон (нар. у 1102 р.);
2. Роберт де Бомон (1104—1168), 2-й граф Лестер;
3. Валеран де Бомон (1104—1166), граф Меланський, 1-й граф Вустер;
4. Гуго де Бомон (нар. 1106), граф Бедфорд;
5. Аделіна де Бомон (нар. бл. 1100), у першому шлюбі з Гуго IV, сеньйором де Монфор-сюр-Рісль, у другому з Річардом де Гранвіля;
6. Обрі де Бомон, одружена з Гуго II, сеньйором де Шатонеф-ан-Тімерез;
7. Матільда де Бомон (нар. бл. 1114), одружена з Вільгельмом Ловель, сеньйором д'Іврі;
8. Ізабелла де Бомон (бл. 1102—1172?), Коханка короля Генріха I, одружена першим шлюбом з Гілбертом де Клером, 1-м граф Пембрук, другим шлюбом з Ерве де Монморансі, коннетаблем Ірландії.